# تشارلز إل. دونيلي جونيور
تشارلز إل. دونيلي جونيور (بالإنجليزية: Charles L. Donnelly, Jr.)‏ هو ضابط أمريكي، ولد في 24 أغسطس 1929 في باربرتون في الولايات المتحدة، وتوفي في 3 يوليو 1994 في Malcolm Grow Medical Clinic ‏ في الولايات المتحدة.